# Grambiner See
Der Grambiner See ist ein See bei Grambin im Landkreis Vorpommern-Greifswald in Mecklenburg-Vorpommern.
Das etwa 6,2 Hektar große Gewässer befindet sich im Gemeindegebiet von Grambin, 700 Meter westlich vom Ortszentrum in Grambin entfernt. Der See hat keinen natürlichen Abfluss, es wird jedoch durch einen kleinen östlich gelegenen Graben Wasser zugeführt. Die maximale Ausdehnung des Grambiner Sees beträgt etwa 330 mal 260 Meter.